# N.V. Nederlandsche Fabriek van Rijtuigen en Tramwegrijtuigen
De N.V. Nederlandsche Fabriek van Rijtuigen en Tramwegrijtuigen (NFRT) was een kleine leverancier van rollend materieel, gevestigd in Rijswijk (Zuid-Holland). De fabriek bestond van 1877 tot 1886, en was een voortzetting van het door Johannes Boon in 1865 in Rijswijk opgerichte bedrijf Koninklijke Nederlandsche Fabriek van Rijtuigen en Tramwegrijtuigen J. Boon (KNFRT).

## Geschiedenis
In 1865 vertrok de Delftse zadelmaker Johannes Boon (1826-1877) met zijn vrouw  Maria Catharina Janssen uit Delft om zich te vestigen in Rijswijk als rijtuigfabrikant. Op 30 maart 1875 kreeg Boon het predicaat Hofleverancier, vanwege vernieuwende opkomende industrie.

Op 12 augustus 1877 overleed Johannes Boon. Maria zette de productie van de rijtuigen voort. Zij nam in 1877 de in Delft wonende Johannes Jacobus Pennock Lzn. (Leonarduszoon), van beroep rijtuig- en zadelmaker, in dienst. Deze kreeg de technische leiding. Het bedrijf heette daarna Koninklijke Nederlandsche Fabriek van Rijtuigen en Tramwegrijtuigen J. Boon (KNFRT). De geproduceerde rijtuigen en tramrijtuigen waren uit voorraad leverbaar.

In 1883 vestigde de uit Amsterdam afkomstige Gerrit Haye zich in Delft en trad in dienst bij het bedrijf.
Op 29 september 1883 werd de notariële akte getekend voor de oprichting van een nv, en op 24 oktober 1883 vond daarvan Koninklijke bewilliging plaats.

Op 20 oktober 1883 vond een aanbesteding plaats voor de bouw van een kantoor, magazijn en woning bij de fabriek. De bedrijfsleiding was toen in handen van Gerrit Haye en Pennock. Onder hen vond op 7 januari 1884 de officiële oprichting plaats van de N.V. Nederlandsche Fabriek van Rijtuigen en Tramwegrijtuigen (NFRT) met een startkapitaal van fl. 80.000,-. Aandelen van 1000 gulden werden daartoe in november 1883 uitgegeven. Een van de medeoprichters en commissarissen was de Rotterdamse architect en betonpionier Jacob Isaac van Waning (1840-1917).

Pennock verliet in 1884 het bedrijf omdat hij naar Den Haag verhuisde en trad daar in dienst bij de rijtuigfabriek van Jacob van den Bergh aan het Bleijenburg, die hij in 1886 onder eigen naam voortzette. Hij richtte in datzelfde jaar een eigen tramrijtuigenfabriek en carrosseriebedrijf op.

In 1886 werd de directie van het bedrijf gevoerd alleen nog door Haye, maar nog datzelfde jaar ging de NFRT in liquidatie.
Niet bekend is of de tramrijtuigenproductie in 1886 is overgegaan naar Pennock; hiervoor zijn geen aanwijzingen gevonden, behalve het jaartal 1886, waarin Haije zijn bedrijf liet liquideren en dat Pennock precies in dat jaar zijn tramrijtuigenfabriek Pennock begon. Ook is niet bekend of Haije in dienst was getreden bij Pennock. Haije vertrok pas in 1888 weer naar Amsterdam.
Op hetzelfde perceel werd in 1895 de N.V. Nederlandsche Tricotagefabriek gevestigd.

## Leveringen
In 1878 vond levering van rond 40 paardentramrijtuigen (wagen nummers 1-41) plaats aan de in dat jaar opgerichte Rotterdamsche Tramweg Maatschappij (RTM). Eén wagen, nr. 404 (ex-AOM 64), is gerestaureerd. Deze zou echter afkomstig zijn van de AOM uit Amsterdam. Daar werden soortgelijke wagens van tramwagenfabrikant Beijnes gebruikt, die wat langer waren en met daardoor een groter passagierscapaciteit (16 zitplaatsen/14 staanplaatsen, tegenover 12 zitplaatsen/12 staanplaatsen van de NFRT). 
In 1884 werden zes paardentramwagons door de NFRT geleverd aan de Ginnekense Paardentram (de latere Ginnekensche Tramweg Maatschappij) ten behoeve van de paardentramlijn Breda-Ginneken. In 1992 werd wagon nr.1 van deze lijn als tuinhuisje teruggevonden, aangekocht en gerestaureerd door Stichting Annex-50 Ginneken. De wagen werd daarna in bruikleen gegeven aan een autobedrijf in Ginneken, maar later door ruimtegebrek in een loods opgeslagen. Ook werd een schaalmodel van deze wagen gemaakt.
Voor de HTM vond in 1886 de bouw plaats van de serie HTM 101 – 104.
In 1887 werden 5 rijtuigen geleverd aan de paardentram Hoorn - Enkhuizen (PHE 1-5).
Waarschijnlijk vonden ook leveringen naar Nederlands-Indië plaats.
Het vervoer van de rijtuigen vond plaats over het spoor van de stoomtram op de lijn Den Haag-Delft, via het Oude Delft naar station Delft. Hierna zou het vervoer verder per trein naar de plaats van bestemming hebben plaatsgevonden.

## Ligging
Het bedrijf, dat bestond uit de fabriek, werkplaatsen, magazijnen, erven en tuin, blijkt te hebben gelegen aan de Delftweg in Rijswijk, ‘aan de Haagweg in Rijswijk bij Delft’, tegenover Pasgeld, kadastraal bekend sectie F nummer 788 (5-1-1884). Na het faillissement van het bedrijf kochten de Delftsche Vijlenfabriek en de N.V. Delftsche Machinefabriek het complex aan.

## Predicaten 'Koninklijk' en 'Hofleverancier'
Ten tijde van de regering van koning Willem III, kreeg J. Boon te Rijswijk – rijtuig- en kofferfabrikant - op 30 maart 1875 het predicaat Hofleverancier, vanwege vernieuwende opkomende industrie.
Van een predicaat 'Koninklijke' is geen sprake; men zal dit fictief hebben gevoerd na 1877 tot 1883, want 
na die tijd komt dat begrip niet meer voor bij de opvolger van de firma, terwijl dit normaal bij een overname of opvolging gebruikelijk is.
Ook in die tijd kon men nooit de beide titels tegelijk voeren, het was de ene of de andere.